# Can Noguera (Tiana)
Can Noguera és una casa amb elements eclèctics i neoclàssics de Tiana (Maresme) inclosa a l'Inventari del Patrimoni Arquitectònic de Catalunya.

## Descripció
És un edifici civil format per una planta baixa i un cos lateral de planta baixa i un pis. El cos principal destaca pel porxo amb arcades que dona al jardí frontal; està cobert per un terrat transitable. El cos lateral presenta finestres geminades separades per columnetes i antefixes que coronen la part superior. L'edifici està construït en l'espai existent entre la Riera de Tiana i un carrer oblic, de manera que tot el recinte que l'envolta presenta una forma triangular.